# Joseph Stockdale
Joseph Stockdale (18 de octubre de 1999) es un jinete británico que compite en la modalidad de salto ecuestre. Ganó una medalla de bronce en el Campeonato Mundial de Saltos Ecuestres de 2022, en la prueba por equipos.

## Palmarés internacional
| Campeonato Mundial | Campeonato Mundial  | Campeonato Mundial | Campeonato Mundial |
| Año                | Lugar               | Medalla            | Categoría          |
| ------------------ | ------------------- | ------------------ | ------------------ |
| 2022               | Herning (Dinamarca) | Medalla de bronce  | Por equipos        |